# Prepona blanci
Prepona blanci är en fjärilsart som beskrevs av Le Moult 1932. Prepona blanci ingår i släktet Prepona och familjen praktfjärilar. Inga underarter finns listade i Catalogue of Life.